# Таиза Менезес
Таиза Даер де Менезес (порт. Thaísa Daher de Menezes; Рио де Жанеиро, 15. мај 1987) бразилска је одбојкашица и репрезентативка.
Игра на позицији средњег блокера за клуб Езачибаши Витра из Истанбула. Са сениорском репрезентацијом Бразила је освојила две златне медаље на Олимпијским играма 2008. и 2012. године. Проглашена је за најбољег средњег блокера на Светском првенству 2014. кад је Бразил узео бронзану медаљу.Наступала је и за Молико из Осаска.